# Kocakaymas, Kandıra
Kocakaymas là một xã thuộc huyện Kandıra, tỉnh Kocaeli, Thổ Nhĩ Kỳ. Dân số thời điểm năm 2010 là 1.36 người.